# Des Geneys (sous-marin)
Le Des Geneys est un sous-marin d'attaque côtier italien de la classe Pisani construit à la fin des années 1920 pour la Marine royale italienne. 
Le sous-marin a joué un rôle mineur dans la guerre civile espagnole de 1936-1939 en soutenant les nationalistes espagnols.
En raison de son âge, son utilité était limitée et il n'a pas connu de véritable service pendant la Seconde Guerre mondiale. Le sous-marin a été mis hors service en 1942 et converti en ponton de chargement à batteries.
Le sous-marin a été nommé d'après Giorgio Des Geneys (1761-1839), amiral sarde. 

## Conception et description

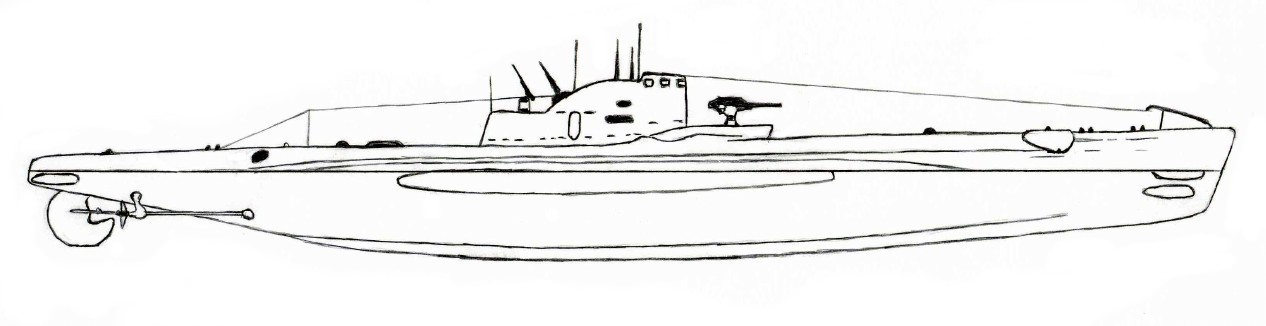
Dessin au trait de la classe Pisani (profil droit)

Conçue en parallèle avec les sous-marins de la classe Mameli, la classe Pisani était plus grande pour accueillir plus de carburant et leur donner plus d'autonomie. Ils ont déplacé 880 tonnes en surface et 1 057 tonnes en immersion. Les sous-marins mesuraient 68,2 mètres de long, avaient une largeur de 6,09 mètres et un tirant d'eau de 4,93 mètres. Ils avaient une profondeur de plongée opérationnelle de 90 mètres. Leur équipage comptait 48 officiers et marins.
Pour la navigation de surface, les sous-marins étaient propulsés par deux moteurs diesel de 1 500 chevaux (1 119 kW), chacun entraînant un arbre d'hélice. En immersion, chaque hélice était entraînée par un moteur électrique de 550 chevaux-vapeur (410 kW). Comme les Mameli, leur stabilité était médiocre et ils ont dû être modifiés avec des renflements après leur achèvement. Cela a permis de réduire leur vitesse de 17,25 nœuds (31,95 km/h) en surface et de 8,75 nœuds (16,21 km/h) sous l'eau à 15 nœuds (28 km/h) et 8,2 nœuds (15,2 km/h) respectivement. En surface, la classe Pisani avait un rayon d'action de 5 000 milles nautiques (9 300 km) à 8 noeuds (15 km/h); en immersion, elle avait un rayon d'action de 70 milles nautiques (130 km) à 4 noeuds (7,4 km/h).
Les sous-marins étaient armés de six tubes lance-torpilles de 53,3 centimètres (21 pouces), quatre à l'avant et deux à l'arrière, pour lesquels ils transportaient un total de neuf torpilles. Ils étaient également armés d'un seul canon de pont de 102/35 Model 1914 à l'avant de la tour de contrôle (kiosque) pour le combat en surface. Leur armement anti-aérien consistait en deux mitrailleuses Breda Model 1931 de 13,2 mm.

## Construction et mise en service
Le Des Geneys est construit par le chantier naval Cantiere Navale Triestino (CNT) de Trieste en Italie, et mis sur cale le 3 décembre 1925. Il est lancé le 26 décembre 1927 et est achevé et mis en service le 10 juillet 1929. Il est commissionné le même jour dans la Regia Marina.

## Histoire du service
Dès son achèvement, le Des Geneys est resté pour une courte période à Monfalcone, sous l'autorité du Commandement militaire maritime de Pula, pour terminer l'aménagement et effectuer les tests,.
Une fois en service, le sous-marin a été intégré au Ve Escadron des sous-marins de croisière moyenne, basé à Naples,
En 1930, le Des Geneys effectue un long voyage d'entraînement dans les eaux métropolitaines et en Méditerranée orientale, s'arrêtant non seulement dans divers ports italiens mais aussi dans certains ports grecs comme Volo et Salonique,. Au cours de cette croisière, alors que le sous-marin faisait escale à La Spezia pour recharger les batteries, l'une d'entre elles a explosé à la proue, brûlant légèrement deux membres de l'équipage,.
En 1935, le sous-marin est redéployé à La Spezia et en 1936, il est affecté au IIe Escadron du VIe Groupe sous-marin, basé à Leros.
En décembre 1937, le Des Geneys participe clandestinement à la guerre civile espagnole en effectuant une seule mission, qui n'a cependant pas abouti car il n'y a eu aucune observation,,. Une deuxième mission, également pendant la guerre civile espagnole, a dû être interrompue dès son début en raison d'une panne,. Du 26 novembre au 28 décembre 1938, le sous-marin a servi comme chef d'escadron.
À l'entrée de l'Italie dans la Seconde Guerre mondiale, le Des Geneys fait partie du XXXIe Escadron de sous-marins du IIIe Grupsom basé à Messine, qu'il composait avec les navires-jumeaux (sister ships) de la classe Pisani, les Marcantonio Colonna et Giovanni Bausan. Ayant maintenant plus de dix ans, il a été affecté à des tâches de "deuxième ligne".
Le 17 août 1940, le sous-marin prend la mer, sous le commandement du capitaine de corvette Antonio Cuzzaniti, pour sa première mission de guerre: patrouiller une étendue de mer au sud-est de la Crète et au sud du parallèle de l'île de Gavdos,,. Le 3 septembre, dans la soirée, le Des Geneys repère un groupe d'unités de la Flotte méditerranéenne et, se trouvant dans une position très appropriée, tente de les attaquer, mais la formation ennemie se range et déjoue la manœuvre d'attaque, passant alors sur la verticale du sous-marin qui ne peut rien faire,. Le sous-marin est rentré à la base le lendemain, sans avoir rien obtenu,.
En trois missions de transfert et lors de la seule mission offensive, le sous-marin a parcouru un total de 3 055 milles nautiques (5 657 km) en surface et 268 milles nautiques (496 km) en plongée,.
Dès septembre 1940, le Des Geneys est affecté à l’École de sous-marins de Pula, pour laquelle il effectue 139 missions d'entraînement du 21 septembre 1940 au 28 mai 1942,,.
De retour d'une de ces missions, le 16 janvier 1942, le sous-marin éperonne le torpilleur Rosolino Pilo à l'arrière, qui est devant lui en se dirigeant vers son poste d'amarrage,,.
Le 28 mai 1942, le sous-marin a été mis hors service puis transformé en ponton de chargement,,.
Le 9 septembre 1943, à la suite de l'armistice du 8 septembre, le Des Geneys se saborde dans le port de Rijeka,,.